# Edward Charles Howard

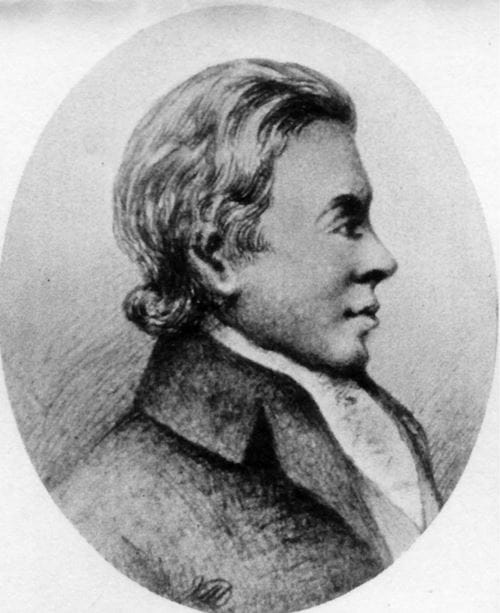
Edward Charles Howard

Edward Charles Howard (28 mei 1774 - 28 september 1816) was een Brits scheikundige. Howard was de jongste broer van Bernard Howard, de 12e Hertog van Norfolk.

## Wetenschap
In 1799 werd Howard toegelaten tot de prestigieuze Royal Society, de Britse academie van wetenschappen. Een jaar later werd hem de Copley Medal toegekend, de wetenschapsprijs van de academie, voor zijn studie van kwik. Howard was de ontdekker van slagkwik, een sterk explosieve stof die als detonator wordt gebruikt. In 1802 toonde hij aan dat in sommige meteorieten een nikkel-ijzerlegering voorkomt, die men op aarde niet aantreft. Daarmee ondersteunde hij de in die tijd nog omstreden theorie van Ernst Chladni over een buitenaardse herkomst van meteorieten.
In 1813 ontdekte Howard een verbeterde methode voor het raffineren van suiker. Daartoe werd de suiker niet in open ketels verhit, maar in luchtdichte vaten met onderdruk. Daar water bij een lagere luchtdruk eerder kookt, leverde dat besparing van brandstof op, maar ook minder verlies door karamellisatie. Deze vinding, bekend als de "vacuümpan van Howard", wordt nog steeds toegepast bij de productie van suiker.